# 根室氏囊頭鮋
根室氏囊頭鮋（学名：Setarches guentheri）为鲉形目囊頭鮋科囊头鲉属的鱼类。分布于印度洋孟加拉湾及安达曼群岛、中国南海、日本东京和高知的深海内、南太平洋斐济群岛、西大西洋的西印度群岛的巴巴突岛和美国东北部的新英格兰等海域，棲息深度150-780公尺，属于热带的深海近底层鱼类，體長可達25公分，棲息在軟底質海域，以甲殼類、片腳類為食，生活習性不明，可做為食用魚，具有毒性。该物种的模式产地在斐济群岛。

## 外部連結
- Setarches guentheri, Channeled rockfish : fisheries （页面存档备份，存于）